# Верескоцветные
Верескоцве́тные (лат. Ericāles) — по современной классификации APG IV порядок цветковых растений, по состоянию на декабрь 2023 года насчитывающий 22 семейства, 377 родов и 15 001 ботанический вид. Порядок включается в дочернюю кладу Астериды, последовательно входящую в более крупные клады Суперастериды -> Эвдикоты -> Цветковые растения.

## Ботаническое описание
Порядок представлен различными жизненными формами, начиная с деревьев и кустарников, заканчивая лианами и травянистыми растениями. Наряду с обычными автотрофными формами, верескоцветные включают бесхлорофильные растения — например, из рода Подъельник (Monotropa), а также плотоядные растения — например, из рода Саррацения (Sarracenia).
Многие виды имеют по пять пестиков, часто растущих вместе.
Микориза — это интересное свойство, часто ассоциирующееся с верескоцветными растениями. В самом деле, симбиоз с грибами — это довольно распространённое явление среди представителей Верескоцветные, более того, известны три вида симбиоза (микориза эрикоид, арбутоид и монотропоид), которые могут быть найдены только среди верескоцветных. В дополнение, некоторые семейства верескоцветных обладают исключительной способностью накапливать в себе алюминий.
Порядок Верескоцветные космополитичен, ареалы его семейств сильно отличаются друг от друга: одни ограничены тропиками, тогда как другие распространены, в основном, в арктической и умеренной климатических зонах.
В ископаемом состоянии верескоцветные известны с верхнего мела. 

## Экономическое значение
Бесспорно, самым хозяйственно важным растением в порядке является чай (Camelia sinensis) семейства Theaceae. Порядок также включает киви (Actinidia deliciosa), хурму (род Diospyros) и некоторые тропические фрукты. Многие виды Ericales культивируют как декоративные красивоцветущие растения.

## Классификация
В современной системе APG IV (2016) в порядок включено 22 семейства:
1. Актинидиевые (Actinidiaceae Gilg & Werderm., nom. cons.) — 3 рода, 385 видов
2. Бальзаминовые (Balsaminaceae A.Rich., nom. cons.) — 2 рода, 1 002 вида
3. Клетровые (Clethraceae Klotzsch, nom. cons.) — 2 рода, 92 вида
4. Цирилловые (Cyrillaceae Lindl., nom. cons.) — 2 рода, 11 видов
5. Диапенсиевые (Diapensiaceae Lindl., nom. cons.) — 6 родов, 16 видов
6. Эбеновые (Ebenaceae Gürke, nom. cons.) — 3 рода, 759 видов
7. Вересковые (Ericaceae Juss., nom. cons.) — 129 родов, 5 518 видов
8. Фукьериевые (Fouquieriaceae DC., nom. cons.), монотипное с 1 родом Фукьерия и 11 видами
9. Лецитисовые (Lecythidaceae A.Rich., nom. cons.) — 24 рода, 373 вида
10. Маркгравиевые (Marcgraviaceae Bercht. & J.Presl, nom. cons.) — 8 родов, 139 видов
11. Митрастемоновые (Mitrastemonaceae Makino, nom. cons.), монотипное с 1 родом Митрастемон и 2 видами
12. Пентафилаксовые (Pentaphylacaceae Engl., nom. cons.) — 9 родов, 502 вида
13. Синюховые (Polemoniaceae Juss., nom. cons.) — 27 родов, 441 вид
14. Первоцветные (Primulaceae Batsch ex Borkh., nom. cons.) — 58 родов, 3 282 вида
15. Роридуловые (Roridulaceae Martinov, nom. cons.), монотипное с 1 родом Роридула и 2 видами
16. Сапотовые (Sapotaceae Juss., nom. cons.) — 73 рода, 1 424 вида
17. Саррацениевые (Sarraceniaceae Dumort., nom. cons.) — 3 рода, 48 видов
18. Сладениевые (Sladeniaceae Airy Shaw) — 2 рода, 3 вида
19. Стираксовые (Styracaceae DC. & Spreng., nom. cons.) — 12 родов, 163 вида
20. Симплоковые (Symplocaceae Desf., nom. cons.), монотипное с 1 родом Симплокос и 404 видами
21. Тетрамеристовые (Tetrameristaceae Hutch.) — 3 рода, 3 вида
22. Чайные (Theaceae Mirb., nom. cons.) — 12 родов, 378 видов

По более ранней системе классификации Кронквиста (1981, 1988) верескоцветные включали меньшую группу растений, которых помещали среди дилениидов (Dileniidae):
- Вересковые (Ericaceae)
- Цирилловые (Cyrillaceae)
- Клетровые (Clethraceae)
- Груббиевые (Grubbiaceae)
- Водяниковые (Empetraceae)
- Эпакрисовые (Epacridaceae)
- Грушанковые (Pyrolaceae)
- Вертляницевые (Monotropaceae)

### Таксономическое положение
- Ericales Bercht. & J. Presl, 1820, Prir. Rostlin 251

Порядок Верескоцветные включается в дочернюю кладу Астериды, последовательно входящую в более крупные клады Суперастериды -> Эвдикоты -> Цветковые растения. Таксономическая схема в соответствии с Системой APG IV по состоянию на декабрь 2023 года:
|  |                          |  |                                   | порядок Верескоцветные |  | 22 семейства |  | 377 родов |  | 15 001 вид |
|  |                          |  |                                   | порядок Верескоцветные |  | 22 семейства |  | 377 родов |  | 15 001 вид |
|  | клада Цветковые растения |  |                                   |                        |  |              |  |           |  |            |
|  |                          |  |                                   |                        |  |              |  |           |  |            |
|  |                          |  | ещё 63 порядка цветковых растений |                        |  |              |  |           |  |            |
|  |                          |  |                                   |                        |  |              |  |           |  |            |